# ألعاب الفيديو في ماليزيا
ألعاب الفيديو في ماليزيا هي صناعة ضخمة وهواية في ماليزيا تتضمن إنتاج وبيع وإستيراد وتصدير ولعب ألعاب الفيديو.